# 日本爪肌美容検定協会
（社）日本爪肌美容検定協会（にほんつめはだびようけんていきょうかい）は、科学的根拠のある知識を学びたい方が広く自由に学べる資格。資格は・爪肌育成アドバイザー資格・スキンケア指導士・美容広告管理者養成講座（厚生労働省後援）の3つがある。民間資格。2020年4月にはUUUM株式会社主催のインフルエンサー向け「美容コンテンツセミナー」も開催。2021年からは消費者庁表示対策課と協力し、広告に関する講座も行っている。この講座は会員のみではなく、一般の方向けに開講している。

## 試験概要①爪肌育成アドバイザー資格
一人一人の肌質や体質に合わせたアドバイスができるプロフェッショナル資格。継続的に学び、お客様へ最新の手肌知識などを提供することができるようになる。
皮膚や爪について・美容材料の知識や栄養学、化粧品成分学、さらに美容にまつわる法律など幅広い知識を得ることができる資格である。
当初はネイリストやエステティシャン、美容師など美容専門技術者の受講が多かったが、整体師や広告代理店、メーカー開発者、看護士、美容系インフルエンサーなど科学的根拠のある美容知識を求める人が多く資格取得をしている。
所定のカリキュラムを修了し、爪肌育成アドバイザー資格取得試験に合格すると資格が与えられる。

### 資格取得方法
- 爪肌育成アドバイザーコース全7講座を受講。（現在はオンラインにて開催）動画受講のみも可能。
- 爪肌育成アドバイザー試験を受験。年2回開催（2月・8月）試験も現在はオンラインにて開催
- 爪肌育成アドバイザー認定講座を受講。講座時間約120分。（オンラインにて開催）認定講座受講者にはライセンスカードを発行。

### 各講座カリキュラムについて
①爪と皮膚の基本構造講座
②美容材料の基礎知識講座
③皮膚や爪に必要な栄養学講座
④総合美容講座
⑤化粧品に関する基礎講座
⑥読まれるライティング講座
⑦美容にまつわる法律講座
医師、弁護士、管理栄養士、化粧品開発者、化学者、専門学校講師などから直接学べる講座が特徴的で、専門家が多数受講している。
爪肌育成アドバイザー資格取得後、講座開講試験に合格すると爪肌育成カウンセラーの資格も取得できる。さらに爪肌育成カウンセラー資格取得後、協会指定の口座開講試験に合格すると認定講師の資格も取得することができる。

## 試験概要②スキンケア指導士
科学的根拠のある知識を幅広く身につけ、法令順守の元、美容と健康について幅広くアドバイスができる専門資格。

### 資格取得方法
- 全3回（約6〜7時間）の講座を受講（現在はオンラインにて開催）
- スキンケア指導士試験を受験。（オンラインでの開催）
- 試験合格後、スキンケア指導士認定講座へ参加。
- 所定の手続き終了後、スキンケア指導士として認定。

### カリキュラムについて（一部抜粋）
- 皮膚と爪の基礎知識
- 皮膚の個人差とアドバイス
- 顔から足先まで
- 各皮膚構造の違いを知る
- 皮膚常在菌と皮膚
- 腸内細菌と皮膚
- 人体と栄養、サプリメントの関係
- 化粧品を理解しアドバイス
- 化粧品成分と化学材料
- 精油、香料を知る
- 界面活性剤を理解し洗浄アドバイス力を高める
- 医薬品医療機器等法
- 景品表示法

美容が好きで仕事にしたいと考えている人や科学的根拠のある美容知識を身に付けたい人、美容知識をスキンケアに活かしたい人などにおすすめの資格。

## 試験概要③美容広告管理者養成講座（厚生労働省後援）
広告六法を基本軸に医薬品医薬機器等法や景品表示法・健康増進法・ 各業界基準など、美容に関する広告に関連する法律や決まりを基礎から身につける資格である。厚生労働省後援講座。
美容専門家やインフルエンサー・企業広告担当者・美容ライター・美容サロン経営者・化粧品メーカーなど、幅広い職業の人が受講している。

### 資格取得方法
- 全6回の講座を受講（現在はオンラインにて開催）
- 講座受講後、美容広告管理者試験を受験。（現在はオンラインにて開催）
- 合格後、美容広告管理者として認定される。

### カリキュラムについて（一部抜粋）
- 医薬品医療機器等法を意識した専門家らしいPRと注意点
- 指先までの皮膚構造、爪
- 化粧品と法律、広告六法とは
- エビデンスレベルを意識した情報収集・PRに活かす研究報告
- 美容と栄養・法令を意識したインナービューティーPRとは
- 健康増進法と美容PR
- 化粧品基準、医薬品等適正広告基準を理解しよう
- 改正医薬品医療機器等法
- 違反事例から学ぶ美容PR
- 医療と美容、垣根を意識して言い換えを身につける

SNSやYoutubeなど個人の情報発信のために関連法律を知りたい人・PRに関する決まりや法律に沿った言い換えを自分で考えるようになりたい人・信頼性の高い情報発信をしたい人などにオススメの資格。

## 実施会場
現在は各講座・試験共にオンラインでの開催。
または全国の認定校にて受講可能。